# Stephen Keshi
Stephen Okechukwu Keshi, né le 23 janvier 1962 à Lagos (Nigeria) et mort le 8 juin 2016 à Benin City (Nigeria), est un footballeur international nigérian (64 sélections - 9 buts) devenu entraîneur. Il a gagné la Coupe d'Afrique des Nations en 1994 en tant que joueur et en 2013 en tant qu'entraîneur.

## Biographie

### Le joueur
Stephen Keshi était défenseur central. Il était surnommé « Big Boss ». Il a joué avec les Super Eagles durant la Coupe du monde 1994 et a remporté la Coupe d'Afrique des nations (CAN) la même année. Côté clubs, il a passé quatre saisons à Anderlecht, remportant un titre de champion de Belgique en 1991 et deux coupes de Belgique en 1988 et 1989. Il a ensuite porté les couleurs du RC Strasbourg de 1991 à 1993 où il inscrira un but de légende face à Rennes, en barrage, pour l'accession du RC Strasbourg en Division 1, le 13 mai 1992.
Il a également joué aux États-Unis et en Malaisie où il achève sa carrière de joueur en 1997.

### L'entraîneur
Devenu entraîneur, il entre dans le staff des Super Eagles, mais pas en tant qu'entraîneur principal. C'est à la tête de l'équipe du Togo qu'il fait ses preuves en qualifiant à la surprise générale le Togo pour la phase finale de la Coupe du monde 2006. Mais il ne dirigera pas le Togo en Allemagne : il est en effet remplacé par Otto Pfister après l'échec rencontré lors de la CAN 2006.
Il est nommé entraîneur de l'équipe du Mali le 2 avril 2008. Après des résultats décevants à la CAN 2010 en Angola, Keshi est limogé par la fédération malienne début 2010. 
Après un bref retour à la tête du Togo, il devient le sélectionneur de l'équipe du Nigeria en novembre 2011. Il mène l'équipe à la victoire lors de la CAN 2013. Il est le deuxième Africain à remporter le trophée continental en tant que joueur et entraîneur, après l’Égyptien Mahmoud El-Gohary. Il qualifie son pays pour la phase finale de la Coupe du monde de football de 2014 au Brésil, le Nigeria quittant la compétition au stade des huitièmes de finale après une défaite sur le score de deux buts à zéro face à la France.

### Décès
Le 8 juin 2016, son manager Emmanuel Ado annonce le décès de Stephen Keshi à Bénin City, a priori de causes cardiaques. Cette disparition intervient un an après le décès de l'épouse de l'ancien Super Eagle, Kate, disparue d'un cancer en 2015.

## Palmarès

### Joueur

#### En club
- Champion de Côte d'Ivoire en 1986 avec Africa Sports
- Champion de Belgique en 1991 avec Anderlecht
- Vainqueur de la Coupe de Côte d'Ivoire en 1986 avec Africa Sports
- Vainqueur de la Coupe de Belgique en 1988 et en 1989 avec Anderlecht
- Vainqueur de la Super Coupe Félix Houphouët-Boigny en 1985 avec le Stade d'Abidjan
- Finaliste de la Coupe d'Europe des Vainqueurs de Coupe en 1990 avec Anderlecht

#### En équipe du Nigéria
- Champion d'Afrique des Nations en 1994
- Participation au Championnat d'Afrique des Nations en 1982 (Premier Tour), 1984 (Finaliste), 1988 (Finaliste), 1992 (3e) et en 1994 (Vainqueur)

### Entraîneur

#### Avec l'équipe du Nigéria
- Vainqueur de la Coupe d'Afrique des Nations en 2013